# Anita Carter
Anita Carter (Maces Spring, 31 marzo 1933 – Goodlettsville, 29 luglio 1999) è stata una cantante statunitense.

## Biografia
Figlia minore di Ezra e Maybelle Carter, insieme alle sorelle, Helen Carter e June Carter, formò un trio, dove suonava il basso elettrico.
Il trio si unì alla radio show Grand Ole Opry nel 1950, mentre nel 1971 fece lo stesso per il The Johnny Cash Show.
Tra i vari singoli e albums registrati, risalta in maniera particolare Ring of Fire (inizialmente chiamata Love's Ring of Fire, scritto nel 1962 con la sorella June.
Dopo aver ascoltato la registrazione, il suo futuro cognato Johnny Cash pensava di aggiungere al brano dei corni messicani, perciò le disse che avrebbe realizzato una sua registrazione se la canzone non avesse avuto successo. Quando effettivamente il singolo di Anita non apparì neanche in classifica, nel marzo 1963 Cash aggiunse alla versione i corni messicani e la nominò Ring of Fire, e a differenza della prima versione quella di Cash ebbe un successo a livello internazionale.
Anita Carter morì all'età di 66 anni, per seri danni al pancreas, ai reni e al fegato, provocati dall'artrite reumatoide.

## Vita privata
Anita si sposò con Dale Potter nel 1950, dal quale divorziò più tardi, e nel 1953 con il musicista Donald S Davis (1928-2015), con il quale divorziò ma che in seguito risposò. Infine si unì anche con Bob Wootton, il chitarrista della Tennessee Three di Johnny Cash, nel 1974 (divorziando però poi anche da lui). Dai suoi matrimoni ebbe due figli, Lorrie Frances e John Christopher.

## Discografia
| Album                                              | Etichetta                | Data           |
| -------------------------------------------------- | ------------------------ | -------------- |
| Together Again (con Hank Snow)                     | RCA Victor LSPLSP - 2580 | Nov. 1962      |
| Folk Songs Old and New                             | Mercury SR - 60770       | Dic. 1962      |
| Anita Carter of the Carter Family                  | Mercury SR - 60847       | Feb. 1964      |
| So Much Love                                       | Capitol ST - 11075       | 1972           |
| Yesterday                                          | House Of Cash HOC - 1000 | 1995           |
| Appalachian Angel: Her Recordings 1950-1972 & 1996 | Bear Family              | 22 giugno 2004 |